# François Clément Sauvage

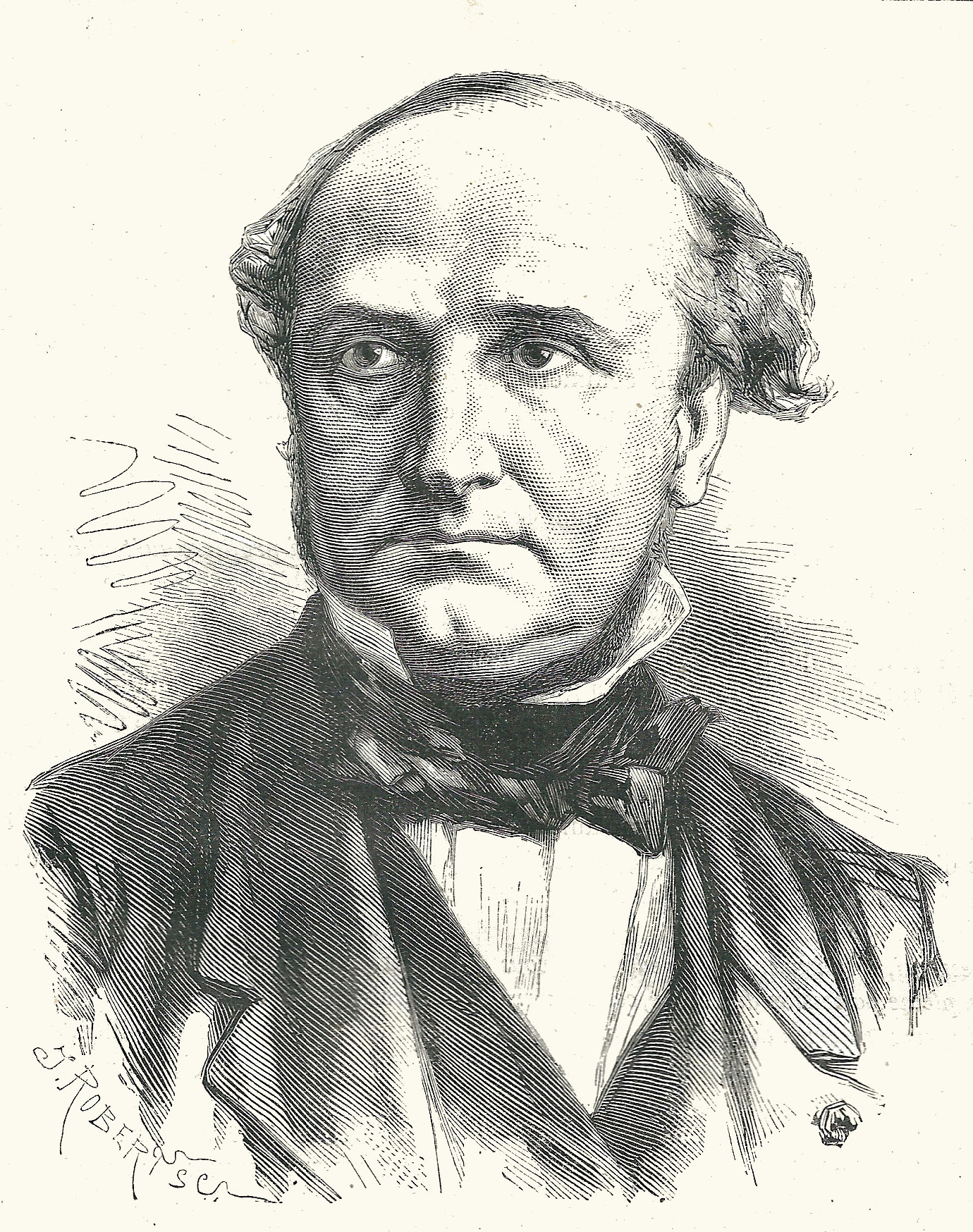
François Clément Sauvage

François Clément Sauvage (ur. 4 kwietnia 1814 w Sedanie, zm. 11 listopada 1872 w Paryżu) – francuski inżynier górnictwa, autor wielu prac z dziedziny geologii.
Sauvage studiował od 1831 do 1833 na École polytechnique, którą ukończył jako jeden z najlepszych uczniów swojego pokolenia. Rozpoczął pracę jako inżynier górnictwa w firmie Corps des Mines, jednocześnie prowadząc badania w zakresie metalurgii, chemii i mineralogii w Mézières. W swojej karierze inżyniera i geologa brał udział m.in. w budowie linii kolejowej z Metz do Saarbrücken.
W 1871 roku został wybrany do Zgromadzenia Narodowego.